# Senna dardanoi
Senna dardanoi là một loài thực vật có hoa trong họ Đậu. Loài này được Alf.Fern. & P.Bezerra miêu tả khoa học đầu tiên.